# Olea borneensis
Espèce
Classification phylogénétique
Olea borneensis Boerl. est un est une espèce de plante à fleurs du genre Olea et de la famille des Oleaceae. C'est un arbre qui peut atteindre 15 m de haut et qui pousse en Malaisie et aux Philippines. Il est appelé Obah ou Mangkas au Sabah.

## Synonymes
- Mayepea pallida Merr. (1906),
- Linociera pallida (Merr.) Merr. (1906),
- L. philippinensis Merr. (1909),
- L. gittiensis Elmer (1913),
- L. longifolia Merr. (1922),
- Olea gittiensis (Elmer) Kiew (1999).

## Description botanique

### Appareil végétatif
C'est un arbre qui peut atteindre 15 m de haut. Les jeunes branches sont glabres. 
Le pétiole des feuilles mesure de 5 à 10 mm de longueur. Les feuilles sont subcoriaces, glabres. Le limbe des feuilles est oblancéolé à elliptique-oblong, parfois étroit, de (7-)9 à 14(-18) cm de long par (2-)3,5 à 5(-7) cm de largeur, la base aigüe, atténuée sur le pétiole, l'apex aigu à obtus, graduellement à très court acuminé, les marges sont entières ou légèrement dentelées dans la moitié supérieure. Les nervures primaires  sont au nombre de 6 à 7, parfois 9, saillantes ou plus sombres au-dessus, sinon la nervuration est sombre.

### Appareil reproducteur

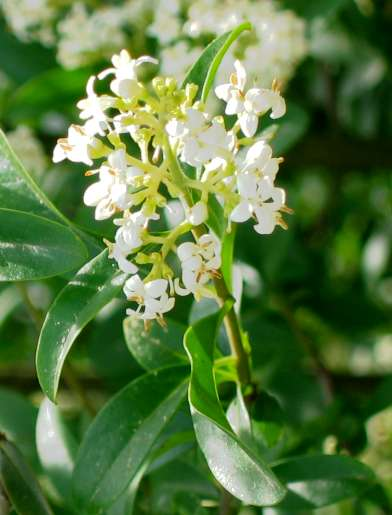
Inflorescence d'Oleacée en panicule.

Les inflorescences sont axillaires, étroitement en cyme paniculée. Les fleurs sont abondantes et plus ou moins groupées, glabres ou à peine pileuses, avec des bractées coriaces, plus ou moins lancéolées, de 2 mm de long. Le calice est glabre, les bords ciliés, le tube mesurant de 0,25 à 0,5 mm de long. La corolle est blanchâtre ou jaunâtre, charnue, le tube de 0,5 à 1,5 mm, les lobes indivisés-valvulés, franchement obtus, de 1 à 1,5 mm de long. Les étamines sont largement ellipsoïdes, de 0,75 mm de long, avorté dans les fleurs femelles, avec des filets de 0,2 mm de long. L'ovaire est conique, de 2 mm de long, fusionnant en un style bilobé de 0,25 mm de long, avorté dans les fleurs mâles et mesurant alors 0,3 mm. Le fruit n'est pas connu.

### Habitat et répartition géographique
On le trouve dans les forêts, sur les versants des collines et les sommets des arêtes.
On le trouve en Asie tropicale :
- Malaisie : Sabah.
- Philippines : Luzon, San Mariano, Mindanao ...

## Sources
Pour des articles plus généraux, voir Oleaceae et Olea.